# 王培五
王培五（1910年3月22日—2014年6月24日 ），生於中國山東濟寧縣，台灣教師。其夫張敏之，為澎湖七一三事件當事人，以匪諜罪名，在台北市遭槍決。

## 生平
王培五出生書香世家，就讀教會學校，後考取北京師範大學英語系預科。1931年，與張敏之在山東結婚。兩人生有六個兒女。
1949年，張敏之帶著山東聯校學生，到達台灣澎湖，發生澎湖七一三事件，張敏之被指為匪諜。在張敏之被槍決後，王培五帶著兒女，在屏東鄉下初中擔任教師。經李安之父李昇介紹，至台南女中任教。
1961年建中校長賀翊新聘請她至建國中學任教。
在退休後，王培五移民美國，居住在美國內華達州。
1999年，出版回憶錄《十字架上的校長》，在書中，認為其夫張敏之是被冤枉而死。
2014年6月24日於美國內華達州亨德森逝世。

## 家庭
其夫張敏之，兩人生有六個子女，分別為張磊、張彬、張焱、張彪、張鑫、張彤。